# Benkeloh
Benkeloh ist ein Ortsteil der Gemeinde Vahlde im Landkreis Rotenburg (Wümme) in Niedersachsen. Der Ortsteil hatte am 19. Januar 2022 88 Einwohner.

## Geschichte
In einer Urkunde von 1104 wird angegeben, dass in Benkeloh zwei Hufen an das Kloster Katlenburg im Herrschaftsbereich des Grafen von Northeim übertragen worden seien.
Für das Jahr 1848 wird angegeben, dass Benekloh auch als Drenloh bezeichnet worden sei und zur Bauerschaft Vahlde gehöre. Der Ort verfügte über sieben Häuser mit 49 Einwohnern.